# Brendan Murray
Brendan Murray (Tuam, Galway, Irlanda, 16 de noviembre de 1996) es un cantante irlandés de género pop. Es conocido por haber sido miembro de la conocida boyband Hometown, así como porque fue el representante Irlanda en el Festival de la Canción de Eurovisión 2017. Además por haber participado en el programa británico Factor X en el año 2018

## Trayectoria
Comenzó su carrera musical a nivel profesional en el año 2014, cuando con 18 años de edad, se convirtió en un miembro más de la banda Hometown, compuesta por Ryan McLoughlin, Dayl Cronin, Josh Gray y Dean Gibbons. Estaba gestionada por el mánager Louis Walsh, que es conocido por ser juez del programa de televisión británico Factor X. Realizaron su primera aparición interpretando la canción "Roar" de Katy Perry.
Esta banda empezó a hacerse muy conocida por todo el país, por sencillos tan destacados como "Where I Belong" (2014) y "Cry for Help" (2015), entre otros que han logrado ser número uno...
En el mes de noviembre de 2015 ya lanzaron el que fue su primer álbum debut, titulado "HomeTown" al igual que la boyband.
Este disco consiguió un gran éxito y rápidamente alcanzaron el puesto número cuatro en la lista oficial de la Irish Recorded Music Association (IRMA).
Cabe destacar que algunas de sus canciones han sido escritas por artistas internacionales como Ed Sheeran, Jamie Scott o Liam Payne de One Direction.
También han hecho actuaciones fuera de sus fronteras, como por ejemplo en el Festival "Coca Cola Music Experience" celebrado en Madrid (España) donde coincidieron con Meghan Trainor y Bea Miller; y representaron a Irlanda en el North Vision Song Contest de 2014y 2015.
Además han sido teloneros de Olly Murs en su gira "Never Been Better Tour", de la banda The Vamps durante dos de sus giras veraniegas y del supergrupo McBusted durante su gira "McBusted's Most Excellent Adventure Tour".
En diciembre de 2016, la banda anunció que llevarían a cabo una pausa indefinida.
Posteriormente, en el año de 2018, el irlandés audicionó para el famoso show The X Factor, impresionando al público y a todos los jueces, obteniendo 4 "sí" por parte de ellos. Louis Tomlinson de One direction fue su mentor y amigo, quien le dio pase a la casa de los jueces al darle el botón dorado en el Six Chair Challenge.
Murray demostró su talento en cada show, dando lo mejor de sí, esto lo llevó a semifinales, pero por problemas técnicos con el sistema de llamadas en Irlanda, no consiguió los votos suficientes y por ende, no llegó a finales. Cabe destacar que su mentor Louis Tomlinson lo ha llamado "amigo de por vida".
En febrero de 2019, arranca en el tour de X Factor junto a los demás semifinalistas y finalistas del show. 
El 30 de marzo de 2019 anuncia un tour individual llamado "If I'm Honest" por Irlanda y UK, dicho nombre es el título de su single que lanzaría el 19 de abril del mismo mes. 

### Festival de la Canción de Eurovisión 2017
El 16 de diciembre de 2016, Murray fue seleccionado, mediante elección interna del ente público de radiodifusión nacional RTÉ, para ser el representante de Irlanda en el Festival de la Canción de Eurovisión 2017, el cual se celebró en Kiev, Ucrania.
La canción con la que compitió, «Dying to Try», fue lanzada el día 10 de marzo de 2017. Su letra está en inglés y fue compuesta por Jörgen Elofsson y James Newman. Por cuarto año consecutivo, Irlanda quedó fuera de la gran final, al obtener Murray la decimotercera posición en su semifinal, con 86 puntos.